# オデュッセウス (小惑星)
オデュッセウス (1143 Odysseus) は、木星トロヤ群の比較的大きい小惑星。木星より約60度前方のラグランジュ点に存在しており、トロヤ群の中でもギリシア群と呼ばれるグループに分けられる。
ホメロスの叙事詩『オデュッセイア』の主人公に当たるオデュッセウスにちなんで名づけられた。